# The money-maker recipe
The money-maker recipe is een TVB-serie die van 26 mei 2008 tot 21 juni 2008 uitgezonden werd op TVB Jade en TVB High Definition Jade. Het verhaal lijkt op de serie The Family Link uit 2007.

## Rolverdeling
- Michael Tse
- Kiki Sheung Tin-Ngo
- Dominic Lam Ka Wah
- Joyce Tang Lai-ming
- Mary Hon
- Angela Tong
- Toby Leung
- Ellesmere Choi
- Savio Tsang
- Leanne Li

## Verhaal
Wong Chi-Chung (Michael Tse) is een broker die geen risico's wil nemen, waardoor hij maar weinig ervaring heeft in de beurzen. Daarom zijn veel van zijn klanten overgegaan naar de nieuwe broker in dezelfde wijk. Dat nieuwe bedrijf wordt geleid door een zeer ervaren en succesvolle broker, Ting Shiu-King (Dominic Lam Ka Wah). Hij is nogal onbetrouwbaar en probeert mensen te manipuleren. Meneer Ting wordt geassisteerd door zijn partnet, Koo Ka-Chun (Joyce Tang). Meneer Ting komt met een nieuw plan om zijn klantenkring uit te breiden door huisvrouwen aan te trekken. Hij gebruikt Wongs vrouw, Tseung Yue-Chue (Kiki Sheung). Tseung Yue-Chue wordt een superbroker. Meneer Ting geeft haar veel informatie over de beurzen. Mevrouw Tseung-Wong heeft het volste vertrouwen in hem en ziet niets kwaadaardigs in hem. Ze volgt zijn adviezen zonder na te denken. Maar ze verdient steeds meer geld op de beurzen door zijn adviezen, waardoor haar vertrouwen in hem alleen maar grote wordt. Tseung Yue-Chue vertelt het aan de andere huisvrouwen en die verdienen ook veel op de beurzen. In een korte tijd is ze de superbroker/師奶股神 geworden.
De echtgenoot van Tseung Yue-Chue is jaloers en boos op het gebeuren. Hij vindt dat huisvrouwen huisvrouwen moeten blijven, zich om de kinderen moeten koesteren, het huishouden moeten doen en niet belangrijker mogen worden dan de echtgenoot. Hij is vooral laaiend op zijn vrouw, doordat zij meer succes heeft als broker dan hijzelf.
Op een dag storten de beurzen in, waardoor mevrouw Tseung-Wong, haar vriendinnen en andere huisvrouwen veel geld verliezen. Zij hebben dan geen vertrouwen meer in haar.
Wongs vrouw weigert te luisteren naar de adviezen van zijn man. Ze heeft nog steeds vertrouwen in dat de beurzen weer snel omhoog zullen gaan. Omdat de familie Wong nu in grote geldproblemen is beland, neemt mevrouw Tseung-Wong vele jobs om de leningen terug te betalen.
Helaas hebben meneer Ting en zijn partner een val gezet, zodat mevrouw Tseung-Wong zijn aandelen niet kan verkopen in de steeds dalende beurs. Mevrouw Tseung-Wong ziet nu dat de man die zij altijd vertrouwde haar bedrogen heeft en vecht nu terug door een list uit te voeren.
Best selling secrets 同事三分親 · Legend of the demigods 搜神傳 · Wars of in-laws II 野蠻奶奶大戰戈師奶 · Wasabi mon amour 和味濃情 · The master of tai chi 太極 · A journey called life 金石良缘 · The silver chamber of sorrows 銀樓金粉 · The money-maker recipe 師奶股神 · Dressage to win 盛裝舞步愛作戰 · Speech of silence 甜言蜜語 · When a dog loves a cat 當狗愛上貓 · Your class or mine 尖子攻略 · The four 少年四大名捕 · Survivor's law II 律政新人王II · The gentle crackdown II 秀才愛上兵 · The seventh day 最美麗的第七天 · D.I.E. 古靈精探 · Catch me now 原來愛上賊 · Forensic heroes II 法證先鋒II · Love exchange 疑情別戀 · Last one standing 與敵同行 · Moonlight resonance 溏心風暴之家好月圓 · The gem of life 珠光寶氣 · When Easterly Showers Fall on the Sunny West 東山飄雨西關晴 · Off pedder 畢打自己人 · Pages of treasures Click入黃金屋